# Acropyga emeryi
Acropyga emeryi är en myrart som först beskrevs av Auguste-Henri Forel 1915.  Acropyga emeryi ingår i släktet Acropyga och familjen myror. Inga underarter finns listade i Catalogue of Life.